# 国鉄1200形蒸気機関車
国鉄1200形蒸気機関車（こくてつ1200がたじょうききかんしゃ）は、かつて日本国有鉄道の前身である鉄道院・鉄道省に所属したタンク式蒸気機関車である。

## 概要
車軸配置0-6-0(C)、2気筒単式、飽和式の小型機関車である。1100系の固定軸距を6インチ（152mm）伸ばし、シリンダとボイラーを少しずつ大きくしたものである。原形はイギリスのナスミス・ウィルソン社製のものであるが、ダブス社、川崎造船所でも同系車が製造され、それぞれ1230形、1250形となっている。
外観上は、運転室背面がフラットな1100系に対して、本系列は炭庫が張り出しているのが相違点である。また、弁装置は全車がスチーブンソン式アメリカ形で、前部ランボードの形状は全て一直線の1100形でいう第1タイプである。

## 1200形（ナスミス・ウィルソン社製1200系）

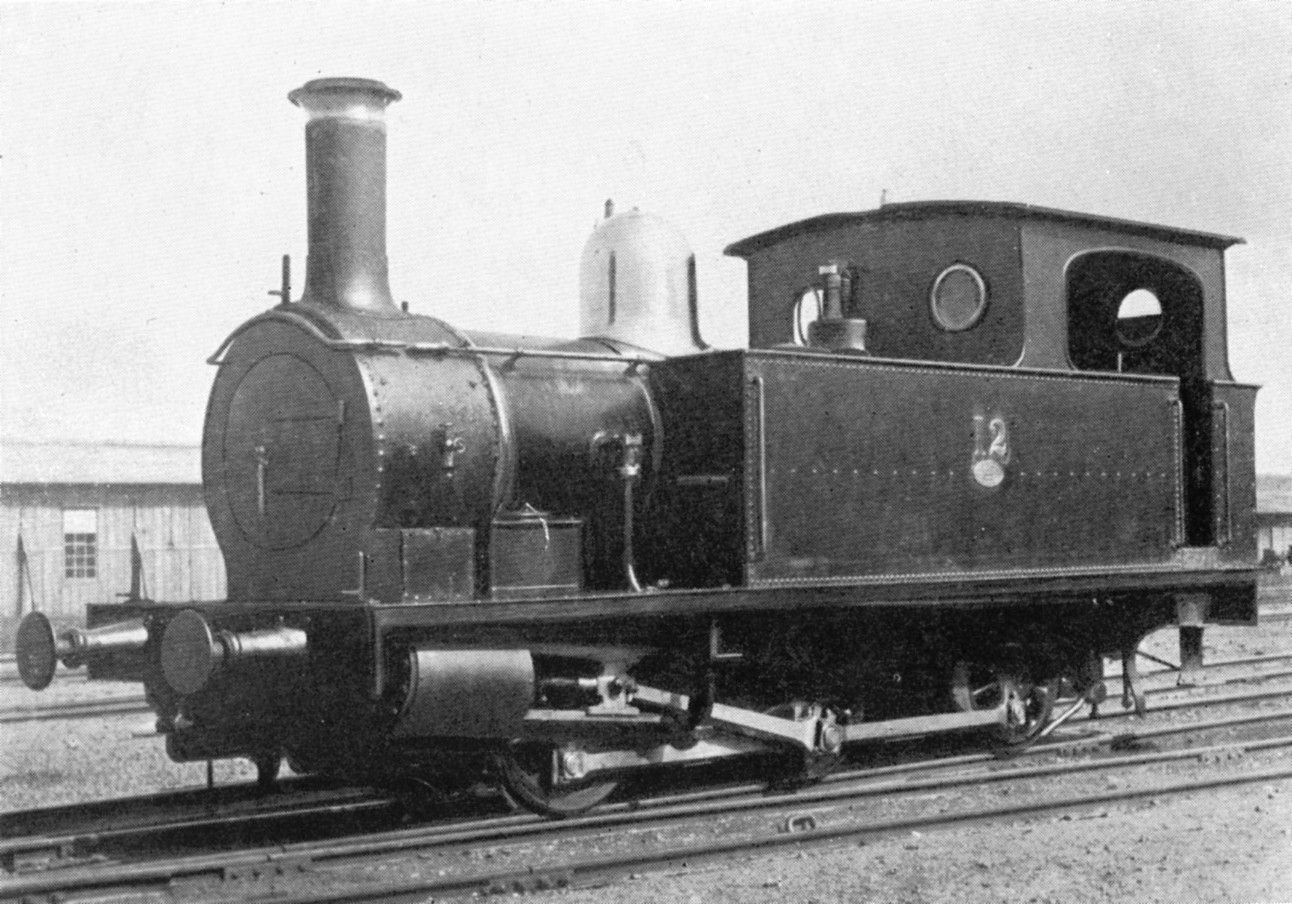
総武鉄道 12（後の鉄道院 1207）

本形式が定められたのは、1909年（明治42年）の鉄道院車両形式称号規程によってである。これによって、ナスミス・ウィルソン社製の9両が本形式となった。これらのうち1896年（明治29年）には讃岐鉄道、七尾鉄道、総武鉄道の3社により9両が、1900年（明治33年）には、南海鉄道に3両、北海道鉄道 (初代)に1両、計13両が導入されたものである。
そのうち讃岐鉄道、七尾鉄道、総武鉄道の9両は、国有化され、1200形（1200 - 1208）となり、北海道鉄道の1両は1170形（1170）、南海鉄道から芸備鉄道に譲渡された1両が1360形（1360）となった。

### 主要諸元
1200形の諸元を示す。
- 全長 : 7,747mm
- 全高 : 3,429mm
- 全幅 : 2,286mm
- 軌間 : 1,067mm
- 車軸配置 : 0-6-0(C)
- 動輪直径 : 914mm（1914年版では940mm）
- 弁装置 : スチーブンソン式アメリカ型
- シリンダー（直径×行程） : 356mm×457mm
- ボイラー圧力 : 8.4kg/cm2
- 火格子面積 : 0.84m2
- 全伝熱面積 : 49.5m2
  - 煙管蒸発伝熱面積 : 44.7m2
  - 火室蒸発伝熱面積 : 4.8m2
- ボイラー水容量 : 1.9m3
- 小煙管（直径×長サ×数） : 44.5mm×2,505mm×128本
- 機関車運転整備重量 : 27.71t
- 機関車空車重量 : 21.37t
- 機関車動輪上重量（運転整備時） : 27.71t
- 機関車動輪軸重（第3動輪上） : 10.47t
- 水タンク容量 : 3.68m3
- 燃料積載量 : 1.02t
- 機関車性能
  - シリンダ引張力（0.85P）：5,660kg
- ブレーキ装置：手ブレーキ、蒸気ブレーキ

### 讃岐鉄道
讃岐鉄道では4両が導入され、製造番号478 - 481が、A2形（5 - 8）となった。1904年（明治37年）、讃岐鉄道は山陽鉄道に事業譲渡され、本形式は同社の30形（136 - 139）となった。1906年（明治39年）、鉄道国有法により山陽鉄道が国有化されている。

### 七尾鉄道
七尾鉄道には、製造番号494 - 496の3両が開業用に導入され、甲1形（1 - 3）となったが、製造番号とは逆順に付番されている。1907年（明治40年）に、鉄道国有法により買収され国有鉄道籍となった。
- 1 ← 製造番号496
- 2 ← 製造番号495
- 3 ← 製造番号494

### 総武鉄道
総武鉄道に導入されたのは、製造番号499, 500の2両である。この2両は関東鉄道が注文したものであったが、結局未成に終わり、その注文流れ品を総武鉄道が引き取ったものである。総武鉄道では、2形（12, 13）となったが、製造番号とは逆順に付番されている。1907年、鉄道国有法により買収され国有鉄道籍となった。
- 12 ← 製造番号500
- 13 ← 製造番号499

### 北海道鉄道
北海道鉄道へは、1900年製の1両（製造番号587）がA2形（2）として入線している。形式が分かれたのは、1200形に比べてシリンダ直径が1/2インチ（13mm）が小さかったためであるが、実質的に同じものである。この車は、製造当初から自動連結器付きであった。

### 鉄道院車両形式称号規程制定以降の状況
鉄道国有法により、私設鉄道から買収された蒸気機関車は、1909年に新しい形式称号が制定された。その際、3社からの9両が1200形、北海道鉄道の1両が1170形となっている。その状況は次のとおりである。
- 1170 ← 北海道鉄道 2
- 1200 ← 山陽鉄道 136
- 1201 ← 山陽鉄道 137
- 1202 ← 山陽鉄道 138
- 1203 ← 山陽鉄道 139

- 1204 ← 総武鉄道 12
- 1205 ← 総武鉄道 13
- 1206 ← 七尾鉄道 1
- 1207 ← 七尾鉄道 2
- 1208 ← 七尾鉄道 3

これら10両は、1918年（大正7年）から1922年（大正11年）にかけて除籍され、全車が民間に払い下げられた。そのうち、阿南鉄道、陸奥鉄道、横荘鉄道に譲渡された3両は、国有化により再度国有鉄道籍になっている。その状況は次のとおりである。
- 1170 → 常総鉄道 6（1914年払下） → 鬼怒川砂利 6（1932年） → 常総鉄道 6（1936年）
- 1200 → 阿南鉄道 1200（1922年払下） → 国有鉄道 1200（1936年） → 国際軽銀 1200 → 建設省東北地方建設局 B-S66
- 1201 → 八幡製鉄所 85（1919年払下） → 206 → 239（1960年廃車）
- 1202 → 陸奥鉄道 3（1919年払下） → 国有鉄道 1730（1927年買収。1950年廃車）
- 1203 → 八幡製鉄所 86（1919年払下） → 207 → 240（1964年廃車）
- 1204 → 横荘鉄道 1（1918年払下） → 国有鉄道 1204（1937年買収） → 南武鉄道 11 → 国有鉄道仮番号 125（1944年買収） → 1204（1947年廃車）
- 1205 → 横荘鉄道2（1918年払下。1958年廃車）
- 1206 → 八幡製鉄所 87（1919年払下） → 208 → 241（1963年廃車）
- 1207 → 八幡製鉄所 88（1919年払下） → 209 → 242（1957年廃車）
- 1208 → 八幡製鉄所 89（1919年払下） → 290 → 243（1960年廃車）

### 南海鉄道
南海鉄道へは、1900年製の3両（製造番号595 - 597）が8形（20 - 22）として入線している。原型では、1200形よりも動輪直径が1/4インチ（6mm）大きかったが、1905年から1906年にかけて、直径1067mm（3フィート6インチ）のものに交換された。
本形式3両は1915年（大正4年）に使用停止となり、全車が売却された。そのうちの1両が芸備鉄道に渡り、同社が1937年（昭和12年）に全線国有化された際に1360形（1360）となっている。その後の状況は、次のとおりである。
- 20 → 輪西製鉄所7（1918年）
- 21 → 芸備鉄道1（2代目。形式A。1917年） → 国有鉄道1360（1937年。形式1360） → 尼崎製鉄2（1940年）
- 22 → 武蔵野鉄道6（1917年。6形。1937年廃車）

## 1230形（ダブス製1200系）

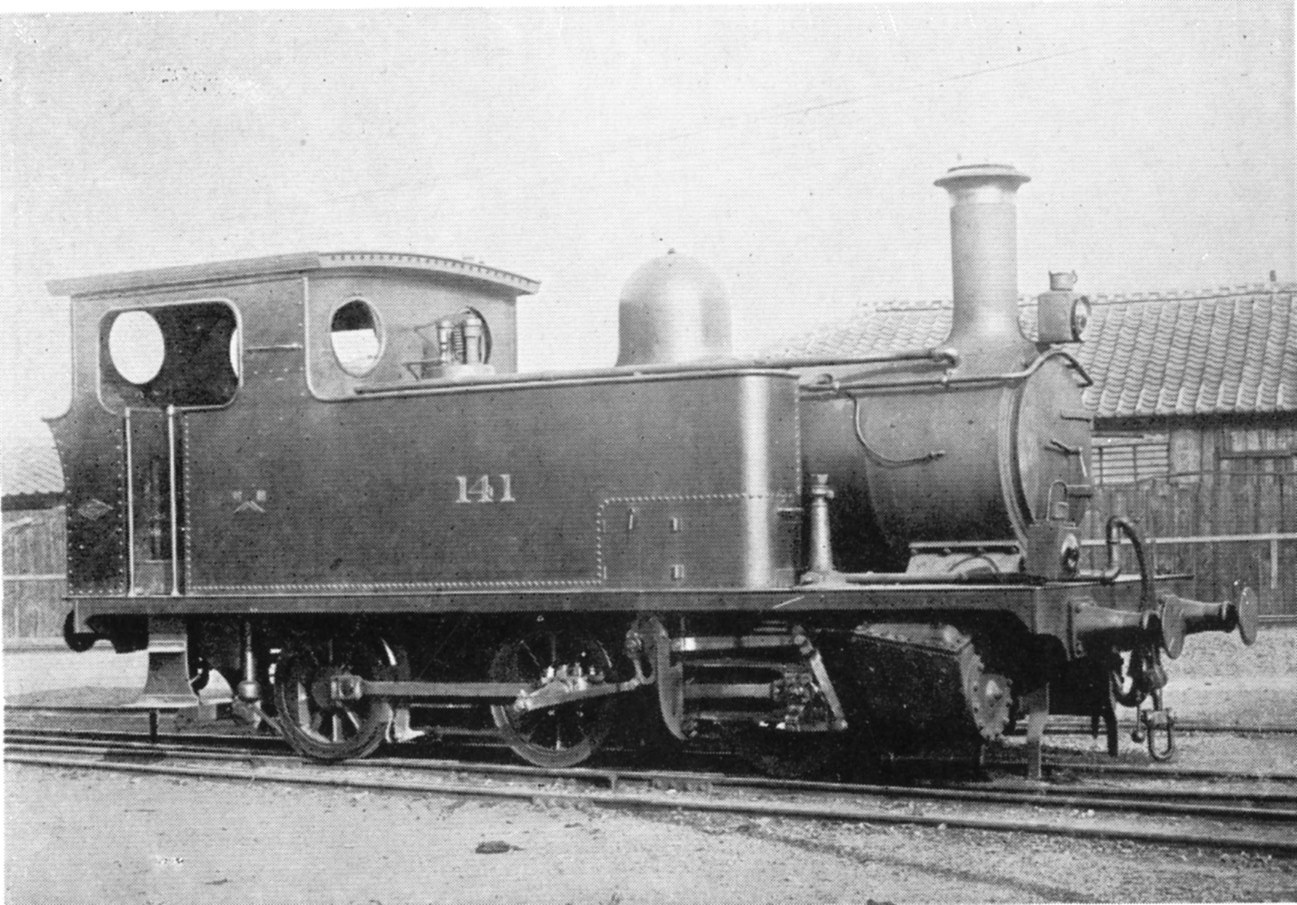
山陽鉄道 141（後の鉄道院 1231）

本形式は1896年に讃岐鉄道が、2両を導入した1200形の同系機である。先に導入したA2形の増備として、A3形（9, 10）となった。1904年に讃岐鉄道は山陽鉄道に併合され、同社の31形（140, 141）に改称された。
国有化後の1909年には、1230形（1230, 1231）と改番されたが、1913年（大正2年）に除籍され、両車とも養老鉄道（初代）（→揖斐川電気）に譲渡され、同社の11, 12となった。後に車庫の火災によって焼損し、廃車となったが、1925年（大正14年）3月に水戸鉄道（2代）が譲り受けて復旧し、同社の21形（21, 22）となった。水戸鉄道は1927年に国有化され、再び国有鉄道籍となったが、元の形式には戻らず、1710形（1710, 1711）とされたが、現車の標記は21, 22のままであったようである。
1929年には2両とも出石鉄道に譲渡され、21, 22のまま使用された。しかし、21は1938年に廃車解体され、22も1944年5月の営業休止にともない三菱重工業の水島航空機工場専用鉄道に譲渡され、2となった。

## 1250形・1265形（川崎造船所製1200系）

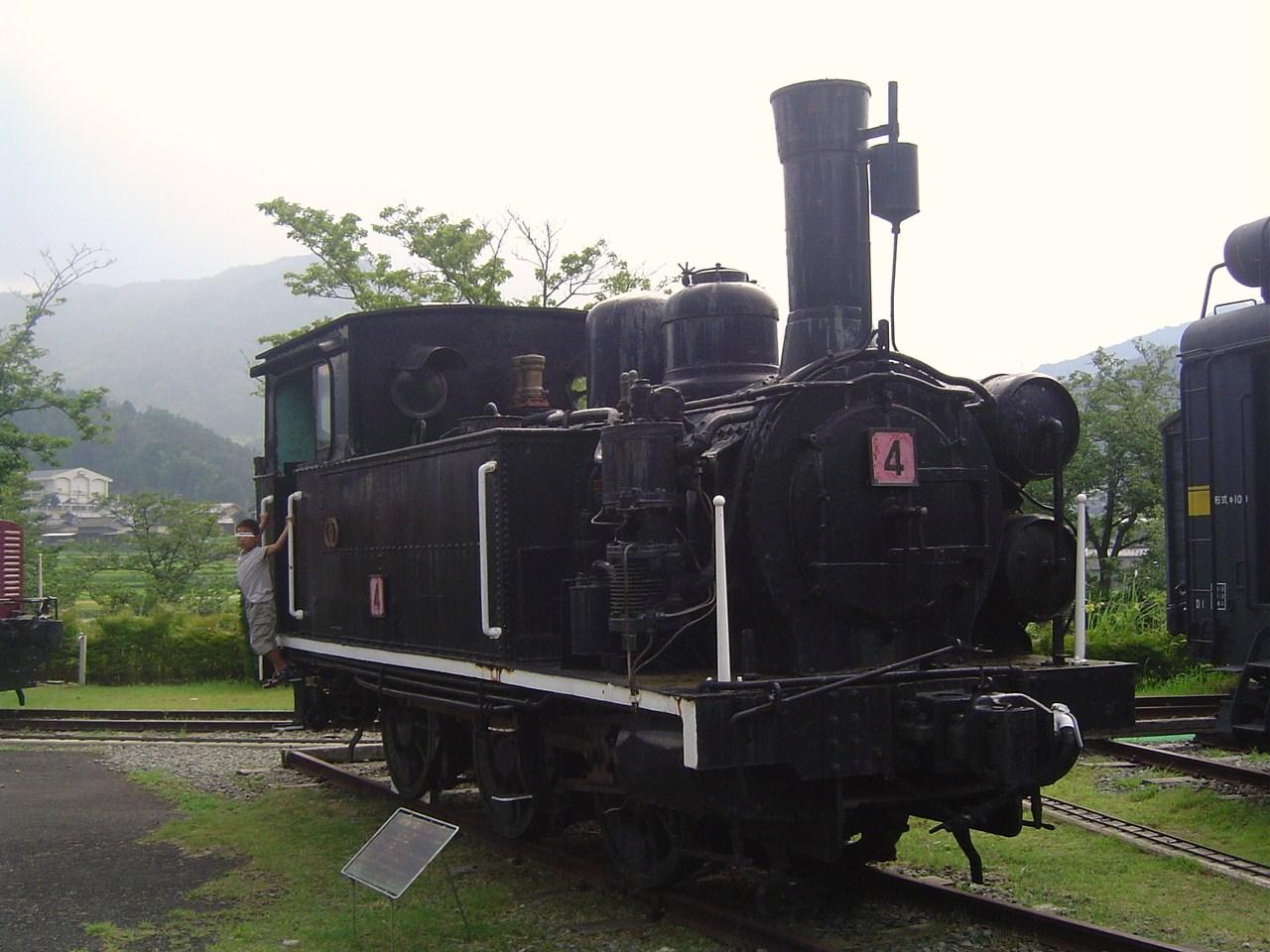
加悦鉄道4（1265形の同形機）

本形式はナスミス・ウィルソン社製の模倣により、川崎造船所兵庫工場で製作された1200形の同系機で、動輪直径は1,067mm、南海鉄道が発注した、後の1360形の国産版である。1921年および1923年に計7両が製造された。そのうちの6両が所属私鉄の買収により、国有化された。

### 河東鉄道
本形式を最初に発注したのは、1921年の河東鉄道で1両（製造番号744）である。同社は1922年に2両（製造番号745, 746）を1923年に1両（製造番号894）を増備して、計4両が1形（1 - 4）となった。同社は1923年には2両を発注したが、より大型で車軸配置2-6-2(1C1)の11形2両を購入することにし、1両（製造番号897）をキャンセルした。その結果、製造番号897は湊鉄道に振り向けられた。
河東鉄道は、1926年に電化を行って長野電鉄に改称したが、それと同時に4を佐久鉄道に譲渡し、さらに1929年には1, 2も同社に譲渡した。3はしばらくの間予備として残ったが、これも1934年に加悦鉄道に譲渡されて同社の4となり、長野電鉄からは消滅した。

### 佐久鉄道
佐久鉄道においても、1923年に2両（製造番号895, 896）を発注し、11形（11, 12）とした。その後、前述のように長野電鉄から1926年に1両、1929年に2両を譲り受け、11形に編入して13 - 15とした。
佐久鉄道は1934年に国有化され、11形5両は国有鉄道に編入され、1265形（1265 - 1269）とされた。これらのうち1265は1936年に除籍され、昭和電工に払下げられて同社の11となった。
その他は、静岡、松本、下関、敦賀で入換用に使用された後、1940年から1943年にかけて民間へ払い下げられた。最後に残った1266が1947年に廃車解体され、国有鉄道から消滅した。その状況は次のとおりである。
- 佐久鉄道 11 → 国有鉄道 1265 → 昭和電工 11（1936年譲受）
- 佐久鉄道 12 → 国有鉄道 1266（1947年廃車）
- 長野電鉄 4 → 佐久鉄道 13（1926年譲受） → 国有鉄道 1267 → 日立日石[3]（1940年譲受）
- 長野電鉄 1 → 佐久鉄道 14 → 国有鉄道 1268 → 日本鋼管川崎 50（1942年譲受）
- 長野電鉄 2 → 佐久鉄道 15 → 国有鉄道 1269 → 長門鉄道 251（1943年譲受）

### 湊鉄道
湊鉄道に入ったのは1923年製の製造番号897で、番号は3である。本来は河東鉄道の5となる予定だったもので、前述の事情によりキャンセルされたものである。湊鉄道ではわずか1年ほど使用したのみで、1925年に新宮鉄道に譲渡した。新宮鉄道では6として使用したが、1934年に国有化され、本車は1250形（1250）と改称された。1938年には和歌山鉄道に払下げられて1250として使用されたものの、1年ほどで外地へ売却された。その後の消息は不明である。

## 保存
長野電鉄から加悦鉄道に入った製造番号894が、同鉄道の4として京都府与謝野町の加悦SL広場で静態保存されている。